# Slag bij de Arar
De Slag bij de Arar (huidige naam: Saône) werd gevochten tussen de migrerende stammen van de Helvetii en vier legioenen (legioen VII, VIII, IX Hispania en X Equestris), onder leiding van Julius Caesar, in het jaar 58 voor Christus. Dit was de eerste grote slag in de Gallische Oorlog.
De Helvetii waren een stam afkomstig uit het gebied dat nu Zwitserland is. Net voor de slag met Caesar hadden ze een massamigratie gestart door Gallië naar de Atlantische kust.
Bij Genève vernietigden de Romeinen de houten brug over de Rhône en construeerden versterkingen over een afstand van ongeveer 30 km. De Helvetii probeerden een andere weg te nemen en waren de rivier de Arar aan het oversteken met behulp van vlotten en boten. Caesar hoorde hiervan via zijn verkenners. Driekwart van de Helvetii hadden de rivier al overgestoken en Caesar sloeg toe op het vierde deel dat zich aan zijn kant van de rivier bevond. Dat gebeurde vroeg in de ochtend, toen de Helvetii geen overval verwachtten en dus onvoorbereid waren. Een groot deel van hen werd gedood en de rest sloeg op de vlucht in omliggende bossen.
Nadat vredesonderhandelingen op niets waren uitgedraaid gingen de Helvetii verder met hun migratie met de Romeinen die hen op de voet volgden. Nadat Caesar hen 15 dagen had achtervolgd en geen voorraden meer had, besloot hij om naar Bibracte te gaan. De Helvetii vielen de Romeinen aan maar leden een beslissende nederlaag.
De Helvetii die Caesar verslagen had waren een deel van de pagus (onderstam) van de Tigurini, die in 107 v.Chr. de consul Lucius Cassius Longinus hadden gedood, net als de legaat Lucius Calpurnius Piso, de grootvader van Lucius Calpurnius Piso, de schoonvader van Caesar.